# Tractor de vapor
Este artículo se refiere al tractor agrícola de vapor; Para otros tipos de tractores a vapor, véase: Motor de tracción

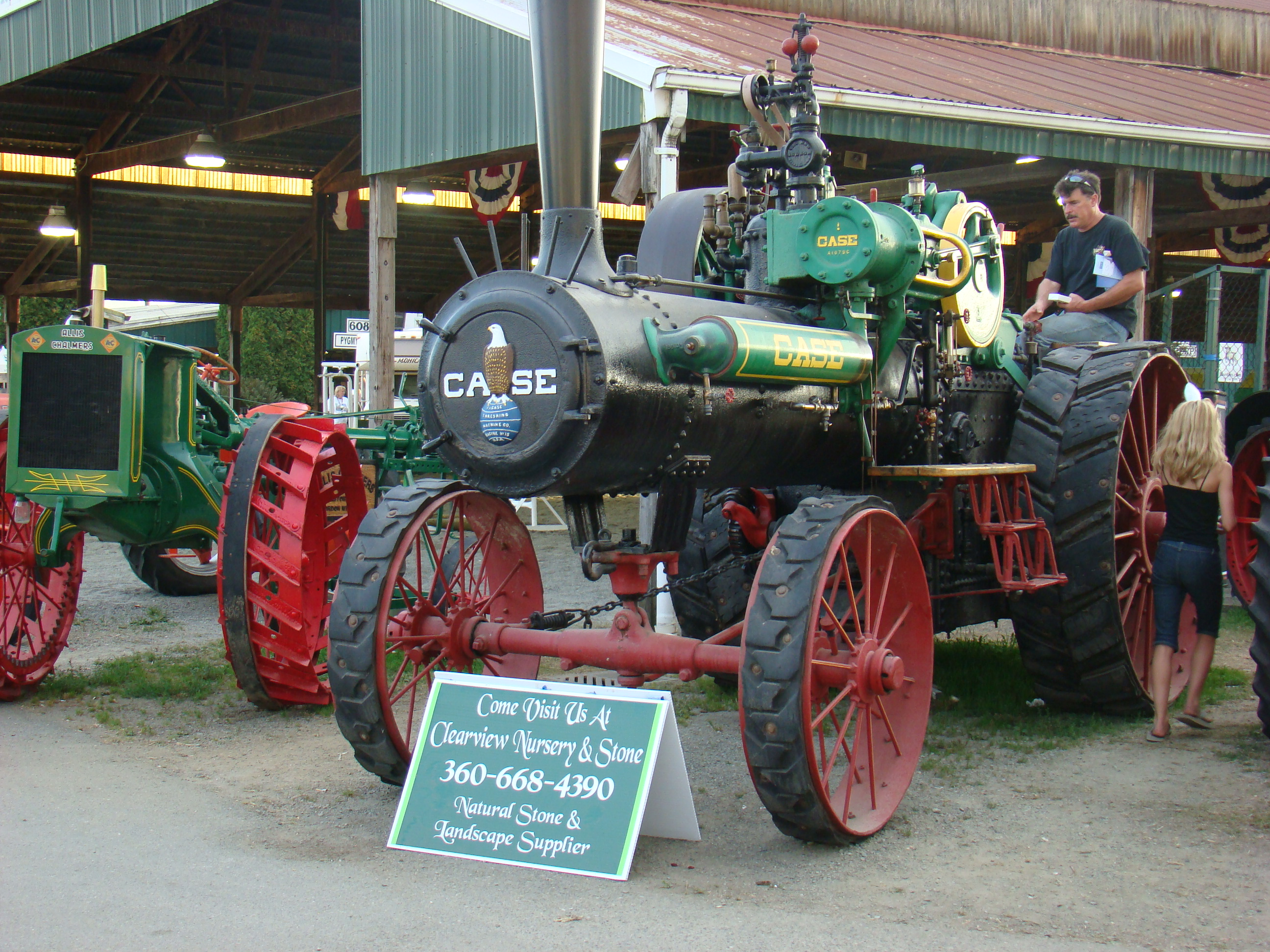
Tractor de vapor Case

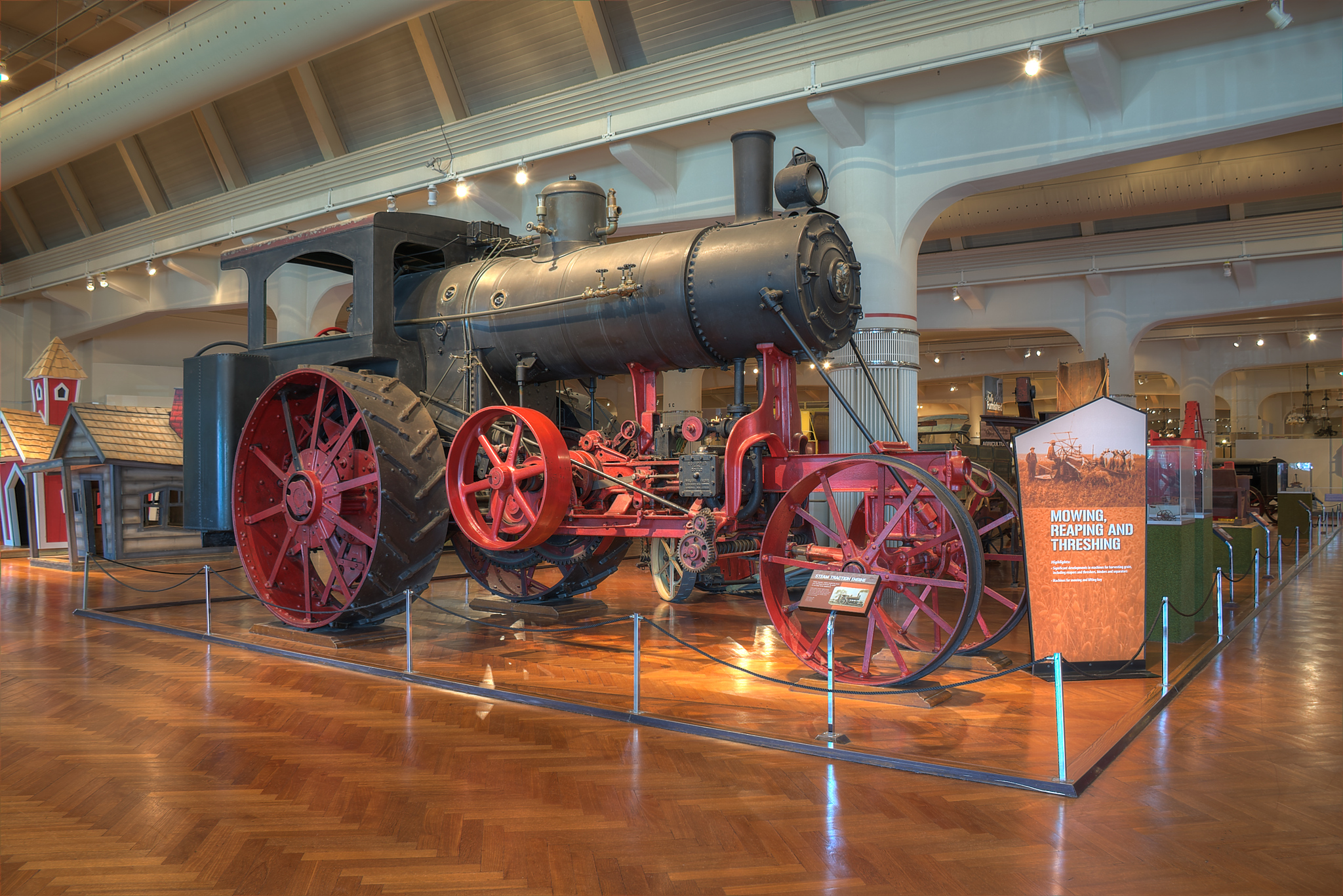
Tractor de vapor en el Museo Henry Ford

Un tractor de vapor es un vehículo propulsado por una máquina de vapor que se utilizaba principalmente para tirar de útiles agrícolas. 
En América del Norte, el término tractor de vapor generalmente se refiere a un tipo de tractor agrícola accionado por una máquina de vapor, utilizado ampliamente a fines del siglo XIX y principios del XX. 
En Gran Bretaña, el término tractor de vapor se aplica con mayor frecuencia a los modelos más pequeños de locotractores, generalmente aquellos que pesan siete toneladas o menos, que se utilizaban para transportar pequeñas cargas en las vías públicas. Aunque se conocen como tractores de vapor ligeros, estos motores son generalmente versiones más pequeñas de las locomotoras de carretera. 
Este artículo se centra en los vehículos agrícolas a vapor destinados al arrastre directo de arados y otros implementos (en oposición al arrastre por cable). 

## Desarrollo (Gran Bretaña)
Debido a las diferencias en las condiciones del suelo, el desarrollo de máquinas agrícolas a vapor fue considerablemente distinto a ambos lados del Atlántico. 
En Gran Bretaña, varios fabricantes de motores de tracción intentaron producir un diseño de motor agrícola que pudiera tirar de un arado directamente, en lugar de un tiro de caballos. Sin embargo, los suelos más pesados y húmedos habituales en Gran Bretaña significaron que estos diseños no tuvieran éxito, ya que eran menos económicos de usar que el equipo de caballos al que debían reemplazar. Estos motores también se conocían como "tractores de vapor". En cambio, los agricultores recurrieron al arado por cable utilizando motores de arado. 
Un ejemplo distintivo de un tractor de vapor (agrícola) de diseño británico es el Garrett Suffolk Punch, un diseño de 1917 destinado a competir directamente con alternativas alimentadas por motores de combustión interna. 

## Desarrollo (Norteamérica)

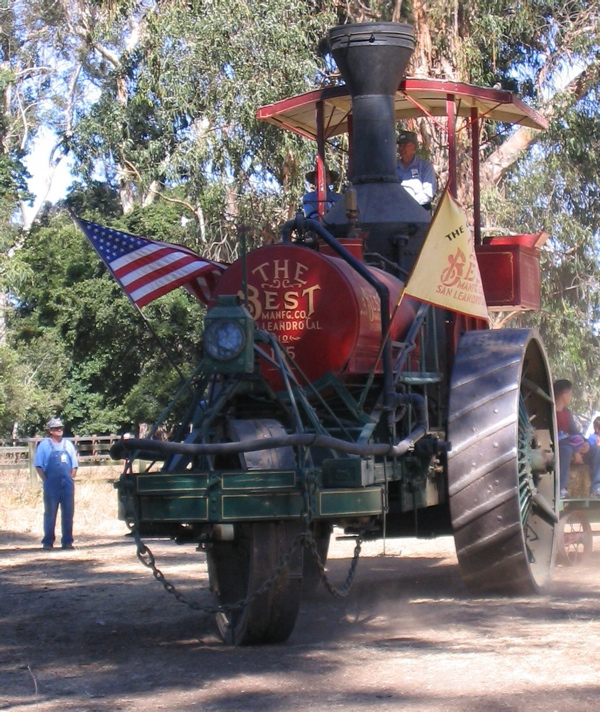
Un tractor de vapor Best de 1905 (fabricado en California)

Los primeros tractores de vapor diseñados específicamente para usos agrícolas fueron motores portátiles construidos sobre patines o ruedas y transportados al área de trabajo con caballos. Los modelos posteriores utilizaron la potencia de la propia máquina de vapor para impulsar un tren de transmisión para mover la máquina y se conocieron por primera vez como "motores de tracción", expresión que finalmente se acortó a "tractor". Estos mecanismos de accionamiento eran de tres tipos: cadena, eje, y piñón abierto. El piñón abierto se convirtió en el diseño más popular debido a su resistencia. Las mejoras posteriores incluyeron dirección asistida, diferenciales, motores compuestos y diseño con caldera suspendida. 
La máquina de vapor se eliminó gradualmente a mediados de la década de 1920, a medida que los tractores de combustión interna (queroseno, gasolina o destilado) menos costosos, más livianos y de arranque más rápido surgieron por completo después de la Primera Guerra Mundial. 

## Usos

### Trilla

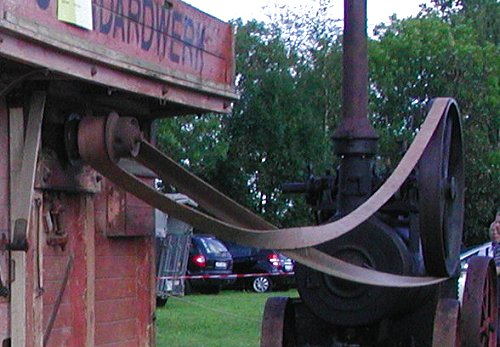
La correa de transmisión: se usa para transferir potencia de un motor portátil a una trilladora

Estos motores se utilizaron ampliamente en las zonas rurales de América del Norte para ayudar en la trilla, en la que el propietario/operador de una aventadora, trilladora o plataforma de trilla viajaría de una granja a otra. La avena era un producto común para ser trillado, pero el trigo y otros granos también eran comunes. En un "día de trilla", todos los vecinos se reunían en la granja de ese día para completar un trabajo masivo en un día a través de la cooperación. Las mujeres y las niñas mayores se encargaban de cocinar la comida del mediodía y llevar agua a los hombres. Los niños tenían distintos trabajos según su edad y sexo. Estos trabajos incluían mover los bastidores con el cereal, lanzar paquetes a la trilladora, suministrar agua para la máquina de vapor, transportar el grano recién trillado y recogerlo en el granero. Los motores de tracción a vapor a menudo eran demasiado caros para que los comprara un solo agricultor, por lo que a menudo se formaban "anillos de trilla". En una ronda de trilla, varios agricultores reunían sus recursos para comprar una máquina de vapor. También elegían a una persona de entre ellos para que aprendiera a hacer funcionar el motor correctamente. También había contratistas de trilla, que poseían su propio motor y trilladora, que recorrían diferentes granjas donde los contrataban para trillar el grano. 

### Arado
El elevado poder de tracción de los tractores a vapor también les permitió ser utilizados para arar. Ciertos tractores de vapor eran más adecuados para arar que otros, con los grandes Minneapolis Threshing machine Co., JI Case, Reeves & Co y los motores Advance-Rumely como ejemplos principales. Algunos de los tractores de vapor más grandes, como los Case de 150 CV (conocidos como "Locomotoras de Carretera"), eran capaces de tirar de 30 o más rejas de arado, mientras que la mayoría fueron lo suficientemente potentes como para tirar de entre 6 y 20. Las diferentes condiciones del suelo afectaron en gran medida a las capacidades de arado de estos tractores. 

## Museos
- Museo del Vapor Hesston, (La Porte, Indiana)
- Museo de motores antiguos de gas y vapor (Vista, California, EE. UU.)
- Old Powerland (Brooks, Oregón, EE. UU.)[1]
- Parque Fort Edmonton (Edmonton, Alberta, Canadá)
- Centro de historia de Heidrick Ag Archivado el 24 de julio de 2011 en Wayback Machine. (Woodland, California)
- Museo del Patrimonio en los terrenos de Old Thresher's Reunion (Mt. Pleasant, Iowa)
- Museo Nacional de Agricultura (Szreniawa, Polonia)
- Museo Agrícola de Ontario (Ontario, Canadá)
- Museo Agrícola de Manitoba (Austin, Manitoba, Canadá)  Archivado el 14 de julio de 2013 en Wayback Machine.
- Museo de la Asociación UP Motores de Vapor y de Gas (Escanaba, Míchigan, EE. UU.)